# Ранко Кеча
Ранко Кеча (Мостар, 22. мај 1950) редовни је професор Правног факултета Универзитета у Новом Саду

## Образовање
Дипломирао је 1974. године на Правном факултету Универзитета у Новом Саду.
На истом факултету је магистрирао 1980. године, одбранивши рад „Судско поравнање“.
На Правном факултету Универзитета у Новом Саду 1984. године одбранио је докторску дисертацију „Редовни правни лекови у парничном поступку“.
Говори немачки и руски језик.

## Радна места
- За асистента Катедре грађанскоправних наука изабран је 1975. године, за доцента 1985. године, за ванредног професора 1995. године и за редовног професора 2000. године.
- Шеф је Катедре грађанскоправних наука.
- На Правном факултету Универзитета у Новом Саду држи наставу из наставних предмета Грађанско процесно право, Поступак пред арбитражама и Земљишно и водно право на основним студијама на Општем смеру и Смеру унутрашњих послова.
- На дипломским академским студијама (мастер) предаје Земљишно и водно право. На докторским студијама Приватно право изводи наставу из наставног предмета Грађанско процесно право - одабране теме.
- На Правном факултету Универзитета у Београду предаје Грађанско процесно право.
- Био је декан Правног факултета Универзитета у Новом Саду 2000. године. Функцију декана обавља поново, до 2015. године.
- Био је управник Центра за издавачку делатност Правног факултета Универзитета у Новом Саду до октобра 2009. године.
- Био је шеф после дипломских студија Грађанскоправног смера.

## Чланство у организацијама и телима
Арбитар је Сталног избраног суда при Привредној комори Србије.

## Научни рад
Предмет научног интересовања: парнични поступак у целини, арбитражно право и судски систем.
Аутор/коаутор је 6 књига и преко 50 научних и стручних радова.

## Изабрана библиографија

### Књиге
1. Кеча, Ранко (1993). Земљишно право и правни режим пољопривредног земљишта. Центар за издавачку делатност Правног факултета у Новом Саду. ISBN 978-86-80769-07-3.
2. Кеча, Ранко (1999). Арбитражни споразум. Центар за издавачку делатност Правног факултета у Новом Саду. ISBN 978-86-80769-48-6.
3. Станковић, Гордана; Старовић, Боривој; Кеча, Ранко; Петрушић, Невена (2002). Арбитражно процесно право. Бона Фидес, Ниш. ISBN 978-86-7434-017-2.
4. Старовић, Боривој; Кеча, Ранко (2004). Грађанско процесно право. Центар за издавачку делатност Правног факултета у Новом Саду. ISBN 978-86-80769-86-8.
5. Кеча, Ранко (2014). Грађанско процесно право. Службени гласник. ISBN 978-86-519-1797-7.
6. Кеча, Ранко; Кнежевић, Марко С. (2018). Грађанско процесно право. Службени гласник. ISBN 978-86-519-2257-5.

### Научни радови
1. Кеча, Ранко; Кнежевић, Марко С. (2017). „Дозвољеност ревизије у парничном поступку због преиначујуће жалбене пресуде - последица уставне гаранције права на правно средство или само правнополитичко питање?” (PDF). Зборник радова Правног факултета у Новом Саду. LI br. 4: 1251—1284. Архивирано из оригинала (PDF) 05. 12. 2021. г. Приступљено 29. 10. 2018.
2. Кеча, Ранко; Кнежевић, Марко С. (2016). „Отуђење спорног права или ствари у српском парничном поступку: ка мешовитој теорији (и)релеванције” (PDF). Зборник радова Правног факултета у Новом Саду. L br. 4: 1351—1371. Архивирано из оригинала (PDF) 09. 12. 2021. г. Приступљено 29. 10. 2018.
3. Кеча, Ранко; Кнежевић, Марко С. (2015). „Парициони рок у српском парничном поступку” (PDF). Зборник радова Правног факултета у Новом Саду. XLIX br. 1: 49—73. Архивирано из оригинала (PDF) 03. 12. 2021. г. Приступљено 29. 10. 2018.
4. Кеча, Ранко (2014). „О алтернативном, факултативном овлашћењу туженог у српском парничном поступку” (PDF). Зборник радова Правног факултета у Новом Саду. XLVIII br. 4: 35—56. Архивирано из оригинала (PDF) 04. 12. 2021. г. Приступљено 29. 10. 2018.
5. Кеча, Ранко (2013). „О орочавању радњи суда у парничном поступку” (PDF). Зборник радова Правног факултета у Новом Саду. XLVII br. 1: 107—120. Архивирано из оригинала (PDF) 29. 11. 2021. г. Приступљено 29. 10. 2018.
6. Кеча, Ранко (2013). „О терету доказивања у парничном поступку” (PDF). Зборник радова Правног факултета у Новом Саду. XLVII br. 3: 75—94. Архивирано из оригинала (PDF) 29. 11. 2021. г. Приступљено 29. 10. 2018.
7. Кеча, Ранко (2012). „О основним начелима Закона о извршењу и обезбеђењу” (PDF). Зборник радова Правног факултета у Новом Саду. XLVI br. 1: 149—167. Архивирано из оригинала (PDF) 08. 12. 2021. г. Приступљено 29. 10. 2018.